# Departament de Morazán
Morazán és un departament de la regió oriental del Salvador. Limita al Nord amb la república d'Hondures; al Sud i a l'Oest amb el departament de San Miguel, i al Sud i Est amb el departament de La Unión.
L'any 2000 tenia una població estimada en 250.000 habitants i, amb una extensió de 1447,45 km², presentava una densitat de població de 172 habitants per km². La seva capital és la ciutat de San Francisco Gotera.

## Municipis
| Municipi               | Territori  | Població    |
| ---------------------- | ---------- | ----------- |
| Arambala               | 114,21 km² | 2 129 hab.  |
| Cacaopera              | 135,73 km² | 10 558 hab. |
| Chilanga               | 34,33 km²  | 9 105 hab.  |
| Corinto                | 94,99 km²  | 17 557 hab. |
| Delicias de Concepción | 20,22 km²  | 4 980 hab.  |
| El Divisadero          | 61,36 km²  | 8 058 hab.  |
| El Rosario             | 19,12 km²  | 1 296 hab.  |
| Gualococti             | 18,62 km²  | 3 336 hab.  |
| Guatajiagua            | 70,77 km²  | 10 907 hab. |
| Joateca                | 66,27 km²  | 3 886 hab.  |
| Jocoaitique            | 51,85 km²  | 2 325 hab.  |
| Jocoro                 | 63,56 km²  | 10 543 hab. |
| Lolotiquillo           | 22,62 km²  | 4 867 hab.  |
| Meanguera              | 47,25 km²  | 8 523 hab.  |
| Osicala                | 47,05 km²  | 10 492 hab. |
| Perquín                | 109,01 km² | 3 986 hab.  |
| San Carlos             | 39,94 km²  | 3 870 hab.  |
| San Fernando           | 26,93 km²  | 1 036 hab.  |
| San Francisco Gotera   | 59,76 km²  | 21 852 hab. |
| San Isidro             | 11,51 km²  | 3 414 hab.  |
| San Simón              | 39,14 km²  | 9 583 hab.  |
| Sensembra              | 22,02 km²  | 3 357 hab.  |
| Sociedad               | 118,32 km² | 11 596 hab. |
| Torola                 | 58,26 km²  | 1 557 hab.  |
| Yamabal                | 84,08 km²  | 3 871 hab.  |
| Yoloaiquín             | 13,51 km²  | 3 964 hab.  |

## Història
En el departament encara es conserven rastres de la presència dels paleoindis —primers pobladors d'El Salvador— en la Cova de l'Espíritu Santo, un jaciment arqueològic amb pintures rupestres a la rodalia del municipi de Corinto. En l'època prèvia a la conquesta espanyola, Morazán va estar habitat per indígenes lenques.
En l'època colonial, el territori va estar subdividit en els partits de Gotera i Osicala. Va ser creat amb el nom de departament de Gotera el 14 de juliol de 1875, per disposició del president Santiago González. Per decret de l'Assemblea Legislativa va rebre el seu nom actual el 14 de març de 1887, en homenatge a l'unionista centroamericà general Francisco Morazán.
Durant la Guerra Civil d'El Salvador, Morazán va ser una de les zones més disputades del territori nacional. L'Exèrcit Revolucionari del Poble, una de les organitzacions integrants del FMLN, va concentrar una nombrosa tropa insurgent en diversos campaments de la zona nord del departament. Així mateix, prop de Perquín va estar instal·lada la base d'operacions de Ràdio Venceremos. El 1981, una unitat de la Força Armada d'El Salvador va perpetrar prop d'Arambala la Massacre del Mozote, en la qual van morir uns 1 000 camperols.
Alguns personatges cèlebres nascuts en el departament són l'educador Joaquín Rodezno, i l'ex president de la República Fidel Sánchez Hernández.
El 14 de juliol de 2009, el president d'El Salvador, Mauricio Funes, va nomenar al líder religiós Miguel Ángel Ventura com a governador departamental de Morazán.